# Ван Петегем, Петер
Петер ван Петегем (нидерл. Peter Van Petegem; род. 18 января 1970, город  Бракель, провинция Восточная Фландрия, Бельгия) — бельгийский профессиональный шоссейный велогонщик в 1992—2007 годах. Серебряный (1998) и бронзовый (2003) призёр Чемпионата мира по шоссейным велогонкам. Двукратный победитель велогонки Тур Фландрии (1999, 2003). Победитель велогонки Париж — Рубе (2003).В 2011 году спортивный директор велокоманды «Garmin-Cervélo». В 2011 году именем велогонщика названа однодневная велогонка, ежегодно проводящаяся в бельгийской провинции Фламандский Брабант — Гран-при Импанис–Ван Петегем, в 2013 году официальное название гонки было изменено на «Примус Классик».

## Достижения

### Шоссе
1991
1-й  Чемпион Бельгии — Групповая гонка (юниоры)
1-й Международный велотрофей Йонга Мар Мудига
1-й — Этап 7b Тур Валлонии
3-й Брюссель — Опвейк
1992
3-й Париж — Бурж
1993
6-й Тур Арморики — Генеральная классификация
10-й Шоле — Земли Луары
1994
1-й Схелдепрейс
4-й Дрёйвенкурс Оверейсе
4-й Этуаль де Бессеж — Генеральная классификация
6-й Эшборн — Франкфурт
7-й Шоле — Земли Луары
1995
1-й Де Кюстпейл
2-й Венендал — Венендал Классик
6-й Тур дю От-Вар — Генеральная классификация
7-й Брюссель — Ингойгем
7-й Схелдепрейс
1996
1-й Trofeo Luis Puig
1-й — Этап 2 Тур Дании
2-й E3 Харелбеке
2-й Гран-при Зоттегема
4-й Кюрне — Брюссель — Кюрне
10-й Тур Фландрии
10-й Классика Альмерии
1997
1-й Trofeo Alcudia
1-й Омлоп Хет Ниувсблад
1-й Гран-при Марселя Кинта
1-й Чемпионат Фландрии
2-й Париж — Бурж
5-й Trofeo Calvia
5-й Trofeo Manacor
6-й Дварс дор Фландерен
7-й Гран-при Зоттегема
8-й Венендал — Венендал Классик
8-й E3 Харелбеке
9-й Тур Фландрии
9-й Тур Нидерландов — Генеральная классификация
1998
1-й Омлоп Хет Ниувсблад
2-й  Чемпионат мира — Групповая гонка
2-й Венендал — Венендал Классик
3-й Trofeo Calvia
3-й Мемориал Рика Ван Стенбергена
3-й Чемпионат Бельгии — Групповая гонка
3-й Тур Нидерландов — Генеральная классификация
5-й Тур Фландрии
5-й Trofeo Alcudia
7-й Милан — Сан-Ремо
7-й Дварс дор Фландерен
8-й Гент — Вевельгем
8-й Гран-при Эдди Меркса
1999
1-й E3 Харелбеке
1-й  Три дня Де-Панне — Генеральная классификация
1-й Тур Фландрии 
4-й Мировой шоссейный кубок UCI
5-й Кубок Сабатини
6-й Тур Нидерландов — Генеральная классификация
6-й Дварс дор Фландерен
6-й Кюрне — Брюссель — Кюрне
7-й Милан — Сан-Ремо
8-й Гран-при Эдди Меркса
8-й Омлоп Хет Ниувсблад
9-й Гран-при Исберга
10-й Гран-при Бруно Бегелли
10-й Гран-при Зоттегема
2000
1-й Гран-при Исберга
2-й Дварс дор Фландерен
2-й Гент — Вевельгем
2-й Париж — Рубе
2-й Гран-при Марселя Кинта
5-й Гран-при Эдди Меркса
5-й Тур Дании — Генеральная классификация
6-й E3 Харелбеке
7-й Амстел Голд Рейс
8-й Тур Фландрии
8-й Trofeo Luis Puig
10-й Мировой шоссейный кубок UCI
10-й Тур Нидерландов — Генеральная классификация
2001
1-й Кюрне — Брюссель — Кюрне
1-й Гран-при Исберга
3-й Париж — Ницца — Генеральная классификация
1-й — Этап 2
6-й Амстел Голд Рейс
7-й Delta Profronde
2002
1-й Омлоп Хет Ниувсблад
1-й  Три дня Де-Панне — Генеральная классификация
1-й — Этап 4
1-й Gullegem Koerse
1-й Circuit Mandel-Lys-Escaut
3-й Тур Фландрии
4-й Дварс дор Фландерен
5-й E3 Харелбеке
6-й Амстел Голд Рейс
6-й Париж — Брюссель
6-й Схал Селс
7-й Льеж — Бастонь — Льеж
7-й Бретань Классик
8-й Мировой шоссейный кубок UCI
8-й Тур Валлонии — Генеральная классификация
1-й — Этап 5
9-й Дрёйвенкурс Оверейсе
9-й Тур Люксембурга — Генеральная классификация
2003
1-й Тур Фландрии
1-й Париж — Рубе
3-й Три дня Де-Панне — Генеральная классификация
3-й  Чемпионат мира — Групповая гонка
3-й Мировой шоссейный кубок UCI
3-й Гран-при Эдди Меркса
7-й Гран-при Валлонии
10-й Париж — Тур
2004
5-й Амстел Голд Рейс
6-й Париж — Рубе
7-й Мировой шоссейный кубок UCI
7-й Trofeo Luis Puig
10-й Милан — Сан-Ремо
2005
3-й E3 Харелбеке
3-й Тур Фландрии
4-й Чемпионат Бельгии — Индивидуальная гонка
2006
4-й Тур Фландрии
9-й E3 Харелбеке
2007
8-й Тур Валлонии — Генеральная классификация

### Трек
1994
3-й Шесть дней Гента (вместе с Джимми Мадсеном)
1998
1-й  Чемпион Бельгии — Омниум
1999
6-й Шесть дней Бремена

## Статистика выступлений

### Гранд-туры
| Гранд-тур                 | 1995 | 1996 | 1997 | 1998 | 1999 |
| ------------------------- | ---- | ---- | ---- | ---- | ---- |
| Джиро д’Италия            | НФ   | —    | —    | —    | —    |
| Тур де Франс              | —    | 116  | 102  | НФ   | —    |
| (c 2010 ) Вуэльта Испании | 104  | —    | —    | НФ   | НФ   |

| —  | Не участвовал  |
| НФ | Не финишировал |